# Olympische Sommerspiele 2004/Teilnehmer (Kanada)
| Gelbes Symbol für Goldmedaillen mit stilisierten Olympischen Ringen | Graues Symbol für Silbermedaillen mit stilisierten Olympischen Ringen | Braundes Symbol für Bronzemedaillen mit stilisierten Olympischen Ringen |
| ------------------------------------------------------------------- | --------------------------------------------------------------------- | ----------------------------------------------------------------------- |
| 3                                                                   | 6                                                                     | 3                                                                       |

Kanada nahm an den Olympischen Sommerspielen 2004 in Athen, Griechenland, mit einer Delegation von 262 Sportlern (130 Männer und 132 Frauen) teil.
Fahnenträger bei der Eröffnungsfeier war der Judoka Nicolas Gill.

## Medaillengewinner
Mit drei gewonnenen Gold-, sechs Silber- und drei Bronzemedaillen belegte das kanadische Team Platz 21 im Medaillenspiegel.

### Gold
| Name(n)            | Sportart | Wettkampf             |
| ------------------ | -------- | --------------------- |
| Adam van Koeverden | Kanu     | Einer-Kajak 500 Meter |
| Lori-Ann Muenzer   | Radsport | Frauen, Sprint        |
| Kyle Shewfelt      | Turnen   | Boden                 |

### Silber
| Name(n)                                                          | Sportart        | Wettkampf                                |
| ---------------------------------------------------------------- | --------------- | ---------------------------------------- |
| Marie-Hélène Prémont                                             | Radsport        | Frauen, Mountainbike, Cross Country      |
| Tonya Verbeek                                                    | Ringen          | Frauen, Klasse bis 55 kg (Leichtgewicht) |
| Cameron Baerg, Thomas Herschmiller, Jake Wetzel, Barney Williams | Rudern          | Vierer ohne Steuermann                   |
| Ross MacDonald, Mike Wolfs                                       | Segeln          | Star                                     |
| Karen Cockburn                                                   | Trampolinturnen | Frauenwettkampf                          |
| Alexandre Despatie                                               | Wasserspringen  | Kunstspringen 3 Meter                    |

### Bronze
| Name(n)                        | Sportart       | Wettkampf                         |
| ------------------------------ | -------------- | --------------------------------- |
| Caroline Brunet                | Kanu           | Frauen, Einer-Kajak 500 Meter     |
| Adam van Koeverden             | Kanu           | Einer-Kajak 1000 Meter            |
| Blythe Hartley, Émilie Heymans | Wasserspringen | Frauen, Synchronspringen 10 Meter |

## Teilnehmer nach Sportarten

### Badminton
- Mike Beres
Mixed, Doppel: 17. Platz
- Philippe Bourret
Mixed, Doppel: 17. Platz
- Denyse Julien
Mixed, Doppel: 17. Platz
Frauen, Doppel: 17. Platz
- Helen Nichol
Frauen, Doppel: 17. Platz
- Jody Patrick
Mixed, Doppel: 17. Platz
- Charmaine Reid
Frauen, Einzel: 17. Platz
Frauen, Doppel: 17. Platz
- Anna Rice
Frauen, Doppel: 17. Platz

### Baseball
- Herrenteam
4. Platz
- Kader
Chris Begg
Todd Betts
Richard Clapp
Eric Cyr
Phil Devey
Jason Dickson
Rob Ducey
Jeff Guiel
Shawn Hill
Mike Johnson
Danny Klassen
Mike Kusiewicz
Pierre-Luc Laforest
Chris Mears
Aaron Myette
Kevin Nicholson
John Ogiltree
Peter Orr
Simon Pond
Ryan Radmanovich
Paul Spoljaric
Adam Stern
Andy Stewart
Jeremy Ware

### Bogenschießen
- Jonathan Ohayon
Einzel: 47. Platz
- Marie-Pier Beaudet
Frauen, Einzel: 56. Platz

### Boxen
- Benoît Gaudet
Federgewicht: 9. Platz
- Andrew Kooner
Bantamgewicht: 5. Platz
- Jean Pascal
Mittelgewicht: 17. Platz
- Trevor Stewardson
Halbschwergewicht: 9. Platz
- Adam Trupish
Weltergewicht: 17. Platz

### Fechten
- Michel Boulos
Säbel, Einzel: 24. Platz
- Josh McGuire
Florett, Einzel: 29. Platz
- Catherine Dunnette
Frauen, Degen, Einzel: 34. Platz
- Monique Kavelaars
Frauen, Degen, Einzel: 30. Platz
Frauen, Degen, Mannschaft: 4. Platz
- Julie Leprohon
Frauen, Degen, Mannschaft: 4. Platz
- Sherraine Mackay
Frauen, Degen, Einzel: 18. Platz
Frauen, Degen, Mannschaft: 4. Platz

### Gewichtheben
- Akos Sandor
Schwergewicht (bis 105 Kilogramm): Wettkampf nicht beendet
- Maryse Turcotte
Frauen, Leichtgewicht (bis 58 Kilogramm): 11. Platz

### Judo
- Nicolas Gill
Halbschwergewicht (bis 100 Kilogramm): in der 1. Runde ausgeschieden
- Keith Morgan
Mittelgewicht (bis 90 Kilogramm): in der 2. Hoffnungsrunde ausgeschieden
- Marie-Hélène Chisholm
Frauen, Halbmittelgewicht (bis 63 Kilogramm): 5. Platz
- Amy Cotton
Frauen, Halbschwergewicht (bis 78 Kilogramm): im Achtelfinale ausgeschieden
- Carolyne Lepage
Frauen, Superleichtgewicht (bis 48 Kilogramm): in der 2. Hoffnungsrunde ausgeschieden
- Catherine Roberge
Frauen, Mittelgewicht (bis 70 Kilogramm): in der 2. Hoffnungsrunde ausgeschieden

### Kanu
- Attila Buday
Kanurennen, Zweier-Canadier 500 Meter: 8. Platz
- Tamas Buday
Kanurennen, Zweier-Canadier 500 Meter: 8. Platz
- James Cartwright
Kanuslalom, Einer-Canadier: 9. Platz
- Ryan Cuthbert
Kanurennen, Vierer-Kajak 1000 Meter: 9. Platz
- Richard Dalton
Kanurennen, Einer-Canadier 500 Meter: 6. Platz
Kanurennen, Zweier-Canadier 1000 Meter: 6. Platz
- Richard Dessureault-Dober
Kanurennen, Zweier-Kajak 500 Meter: Halbfinale
Kanurennen, Vierer-Kajak 1000 Meter: 9. Platz
- David Ford
Kanuslalom, Einer-Kajak: 4. Platz
- Steve Giles
Kanurennen, Einer-Canadier 1000 Meter: 5. Platz
- Steven Jorens
Kanurennen, Zweier-Kajak 500 Meter: Halbfinale
Kanurennen, Vierer-Kajak 1000 Meter: 9. Platz
- Michael Scarola
Kanurennen, Zweier-Canadier 1000 Meter: 6. Platz
- Adam van Koeverden
Kanurennen, Einer-Kajak 500 Meter: Gold 
Kanurennen, Einer-Kajak 1000 Meter: Bronze
- Andrew Willows
Kanurennen, Vierer-Kajak 1000 Meter: 9. Platz
- Mylanie Barré
Frauen, Kanurennen, Zweier-Kajak 500 Meter: 7. Platz
- Caroline Brunet
Frauen, Kanurennen, Einer-Kajak 500 Meter: Bronze 
Frauen, Kanurennen, Zweier-Kajak 500 Meter: 7. Platz
- Jillian D’Alessio
Frauen, Kanurennen, Vierer-Kajak 500 Meter: 8. Platz
- Karen Furneaux
Frauen, Kanurennen, Vierer-Kajak 500 Meter: 8. Platz
- Kamini Jain
Frauen, Kanurennen, Vierer-Kajak 500 Meter: 8. Platz
- Margaret Langford
Frauen, Kanuslalom, Einer-Kajak: 16. Platz in der Qualifikation
- Carrie Lightbound
Frauen, Kanurennen, Vierer-Kajak 500 Meter: 8. Platz

### Leichtathletik
- Charles Allen
110 Meter Hürden: 6. Platz
4 × 100 Meter: Vorläufe
- Tim Berrett
50 Kilometer Gehen: 31. Platz
- Mark Boswell
Hochsprung: 7. Platz
- Pierre Browne
100 Meter: Viertelfinale
4 × 100 Meter: Vorläufe
- Anson Henry
4 × 100 Meter: Vorläufe
- Nicolas Macrozonaris
100 Meter: Viertelfinale
4 × 100 Meter: Vorläufe
- Gary Reed
800 Meter: Halbfinale
- Brad Snyder
Kugelstoßen: 20. Platz in der Qualifikation
- Kevin Sullivan
1500 Meter: Halbfinale
- Achraf Tadili
800 Meter: Vorläufe
- Jason Tunks
Diskuswurf: 15. Platz in der Qualifikation
- Courtney Babcock
Frauen, 1500 Meter: Vorläufe
Frauen, 5000 Meter: Vorläufe
- Diane Cummins
Frauen, 800 Meter: Halbfinale
- Carmen Douma-Hussar
Frauen, 1500 Meter: 9. Platz
- Dana Ellis
Frauen, Stabhochsprung: 6. Platz
- Malindi Elmore
Frauen, 1500 Meter: Vorläufe
- Perdita Felicien
Frauen, 100 Meter Hürden: Finallauf nicht beendet
- Priscilla Lopes-Schliep
Frauen, 100 Meter Hürden: Vorläufe
- Stephanie McCann
Frauen, Stabhochsprung: 10. Platz
- Émilie Mondor
Frauen, 5000 Meter: Vorläufe
- Angela Whyte
Frauen, 100 Meter Hürden: 6. Platz

### Moderner Fünfkampf
- Kara Grant
Frauen, Einzel: 22. Platz
- Monica Pinette
Frauen, Einzel: 13. Platz

### Radsport
- Michael Barry
Straßenrennen: 32. Platz
- Gordon Fraser
Straßenrennen: DNF
- Ryder Hesjedal
Mountainbike, Cross-Country: DNF
- Seamus McGrath
Mountainbike, Cross-Country: 9. Platz
- Eric Wohlberg
Straßenrennen: DNF
Einzelzeitfahren: 18. Platz
- Lyne Bessette
Frauen, Straßenrennen: DNF
Frauen, Einzelzeitfahren: 16. Platz
- Kiara Bisaro
Frauen, Mountainbike, Cross-Country: 15. Platz
- Manon Jutras
Frauen, Straßenrennen: 30. Platz
- Lori-Ann Muenzer
Frauen, Sprint: Gold 
Frauen, 500 Meter Zeitfahren: 7. Platz
- Sue Palmer-Komar
Frauen, Straßenrennen: 11. Platz
Frauen, Einzelzeitfahren: 17. Platz
- Marie-Hélène Prémont
Frauen, Mountainbike, Cross-Country: Silber
- Alison Sydor
Frauen, Mountainbike, Cross-Country: 4. Platz

### Reiten
- Hawley Bennett
Vielseitigkeit, Einzel: in der Qualifikation ausgeschieden
Vielseitigkeit, Mannschaft: 12. Platz
- Bruce Mandeville
Vielseitigkeit, Einzel: in der Qualifikation ausgeschieden
Vielseitigkeit, Mannschaft: 12. Platz
- Ian Millar
Springreiten, Einzel: 22. Platz
- Cynthia Neale-Ishoy
Dressur, Einzel: 31. Platz
Dressur, Mannschaft: 9. Platz
- Ashley Nicoll-Holzer
Dressur, Einzel: 36. Platz
Dressur, Mannschaft: 9. Platz
- Leslie Reid
Dressur, Einzel: 35. Platz
Dressur, Mannschaft: 9. Platz
- Ian Roberts
Vielseitigkeit, Einzel: in der Qualifikation ausgeschieden
Vielseitigkeit, Mannschaft: 12. Platz
- Garry Roque
Vielseitigkeit, Einzel: in der Qualifikation ausgeschieden
Vielseitigkeit, Mannschaft: 12. Platz
- Belinda Trussell
Dressur, Einzel: 36. Platz
Dressur, Mannschaft: 9. Platz
- Michael Winter
Vielseitigkeit, Einzel: in der Qualifikation ausgeschieden
Vielseitigkeit, Mannschaft: 12. Platz

### Ringen
- Daniel Igali
Weltergewicht (Klasse bis 74 Kilogramm): 6. Platz
- Evan MacDonald
Leichtgewicht (Klasse bis 66 Kilogramm): 17. Platz
- Giuvi Sissaouri
Federgewicht (Klasse bis 60 Kilogramm): 6. Platz
- Lindsay Belisle
Frauen, Fliegengewicht (Klasse bis 48 Kilogramm): 11. Platz
- Christine Nordhagen
Frauen, Schwergewicht (Klasse bis 72 Kilogramm): 5. Platz
- Tonya Verbeek
Frauen, Leichtgewicht (Klasse bis 55 Kilogramm): Silber
- Viola Yanik
Frauen, Mittelgewicht (Klasse bis 63 Kilogramm): 5. Platz

### Rudern
- Cameron Baerg
Vierer ohne Steuermann: Silber
- Jon Beare
Leichtgewichts-Vierer ohne Steuermann: 5. Platz
- Iain Brambell
Leichtgewichts-Vierer ohne Steuermann: 5. Platz
- David Calder
Zweier ohne Steuermann: Vorläufe
- Scott Frandsen
Achter: 5. Platz
- Kyle Hamilton
Achter: 5. Platz
- Gavin Hassett
Leichtgewichts-Vierer ohne Steuermann: 5. Platz
- Thomas Herschmiller
Vierer ohne Steuermann: Silber
- Andrew Hoskins
Achter: 5. Platz
- Christopher Jarvis
Zweier ohne Steuermann: Vorläufe
- Adam Kreek
Achter: 5. Platz
- Kevin Light
Achter: 5. Platz
- Jonathan Mandick
Leichtgewichts-Vierer ohne Steuermann: 5. Platz
- Jeff Powell
Achter: 5. Platz
- Brian Price
Achter (Steuermann): 5. Platz
- Ben Rutledge
Achter: 5. Platz
- Joseph Stankevicius
Achter: 5. Platz
- Jake Wetzel
Vierer ohne Steuermann: Silber
- Barney Williams
Vierer ohne Steuermann: Silber
- Karen Clark
Frauen, Achter: 7. Platz
- Jacqui Cook
Frauen, Achter: 7. Platz
- Anna-Marie de Zwager
Frauen, Achter: 7. Platz
- Mara Jones
Frauen, Leichtgewichts-Doppelzweier: 8. Platz
- Sabrina Kolker
Frauen, Achter: 7. Platz
- Darcy Marquardt
Frauen, Zweier ohne Steuerfrau: 4. Platz
- Roslyn McLeod
Frauen, Achter: 7. Platz
- Fiona Milne
Frauen, Leichtgewichts-Doppelzweier: 8. Platz
- Andréanne Morin
Frauen, Achter: 7. Platz
- Sarah Pape
Frauen, Achter (Steuerfrau): 7. Platz
- Romina Stefancic
Frauen, Achter: 7. Platz
- Pauline van Roessel
Frauen, Achter: 7. Platz
- Buffy-Lynne Williams
Frauen, Zweier ohne Steuerfrau: 4. Platz

### Schießen
- Cynthia Meyer
Frauen, Trap: 16. Platz
Frauen, Doppel-Trap: 11. Platz
- Susan Nattrass
Frauen, Trap: 6. Platz
Frauen, Doppel-Trap: 15. Platz

### Schwimmen
- Keith Beavers
200 Meter Rücken: 12. Platz
400 Meter Lagen: 16. Platz
- Mike Brown
200 Meter Brust: 6. Platz
4 × 100 Meter Lagen: 10. Platz
- Scott Dickens
100 Meter Brust: 19. Platz
- Brent Hayden
200 Meter Freistil: 13. Platz
4 × 100 Meter Freistil: 9. Platz
4 × 200 Meter Freistil: 5. Platz
4 × 100 Meter Lagen: 10. Platz
- Andrew Hurd
400 Meter Freistil: 13. Platz
1500 Meter Freistil: 18. Platz
4 × 200 Meter Freistil: 5. Platz
- Riley Janes
4 × 100 Meter Freistil: 9. Platz
4 × 100 Meter Lagen: 10. Platz
- Brian Johns
200 Meter Lagen: 28. Platz
400 Meter Lagen: 15. Platz
4 × 200 Meter Freistil: 5. Platz
- Mark Johnstone
400 Meter Freistil: 22. Platz
4 × 200 Meter Freistil: 5. Platz
- Morgan Knabe
100 Meter Brust: 18. Platz
200 Meter Brust: 29. Platz
- Yannick Lupien
4 × 100 Meter Freistil: 9. Platz
- Mike Mintenko
100 Meter Schmetterling: 12. Platz
4 × 100 Meter Freistil: 9. Platz
4 × 100 Meter Lagen: 10. Platz
- Nathaniel O’Brien
200 Meter Rücken: 14. Platz
400 Meter Schmetterling: 23. Platz
- Matt Rose
50 Meter Freistil: 30. Platz
100 Meter Rücken: 27. Platz
- Rick Say
200 Meter Freistil: 6. Platz
4 × 200 Meter Freistil: 5. Platz
- Jennifer Fratesi
Frauen, 200 Meter Rücken: 9. Platz
Frauen, 4 × 100 Meter Lagen: 11. Platz
- Erin Gammel
Frauen, 100 Meter Rücken: 17. Platz
Frauen, 4 × 100 Meter Lagen: 11. Platz
- Rhiannon Leier
Frauen, 100 Meter Brust: 12. Platz
- Brittany Reimer
Frauen, 200 Meter Freistil: 17. Platz
Frauen, 400 Meter Freistil: 16. Platz
Frauen, 800 Meter Freistil: 17. Platz
Frauen, 4 × 100 Meter Lagen: 11. Platz
- Lauren van Oosten
Frauen, 100 Meter Brust: 11. Platz
Frauen, 200 Meter Brust: 13. Platz
Frauen, 4 × 100 Meter Lagen: 11. Platz
- Elizabeth Warden
Frauen, 200 Meter Rücken: 18. Platz
Frauen, 200 Meter Lagen: 15. Platz
Frauen, 400 Meter Lagen: 11. Platz

### Segeln
- Richard Clarke
Finn Dinghy: 18. Platz
- John Curtis
Tornado: 15. Platz
- Oskar Johansson
Tornado: 15. Platz
- Bernard Luttmer
Laser: 29. Platz
- Ross MacDonald
Star: Silber
- Mike Wolfs
Star: Silber
- Deirdre Crampton
Frauen, Yngling: 16. Platz
- Nikola Girke
Frauen, 470er: 13. Platz
- Chantal Léger
Frauen, Yngling: 16. Platz
- Jennifer Provan
Frauen, 470er: 13. Platz
- Lisa Ross
Frauen, Yngling: 16. Platz

### Softball
- Frauenteam
5. Platz
- Kader
Lauren Bay
Alison Bradley
Erin Cumpstone
Cindy Eadie
Kaila Holtz
Jackie Lance
Sheena Lawrick
Angela Lichty
Ani Nyhus
Kristy Odamura
Sasha Olson
Kim Sarrazin
Rachel Schill
Auburn Sigurdson
Erin White

### Synchronschwimmen
- Erin Chan
Team: 5. Platz
- Jessica Chase
Team: 5. Platz
- Jessika Dubuc
Team: 5. Platz
- Marie-Pierre Gagné
Team: 5. Platz
- Fanny Létourneau
Duett: 6. Platz
Team: 5. Platz
- Shayna Nackoney
Team: 5. Platz
- Anouk Renière-Lafrenière
Team: 5. Platz
- Courtenay Stewart
Duett: 6. Platz
Team: 5. Platz

### Taekwondo
- Dominique Bosshart
Frauen, Schwergewicht (Klasse über 67 Kilogramm): 7. Platz
- Ivett Gonda
Frauen, Fliegengewicht (Klasse bis 49 Kilogramm): 5. Platz

### Tennis
- Daniel Nestor
Doppel: 9. Platz
- Frédéric Niemeyer
Einzel: 33. Platz
Doppel: 9. Platz

### Tischtennis
- Wenguan Huang
Einzel: 33. Platz
Doppel: 17. Platz
- Faazil Kassam
Doppel: 17. Platz
- Petra Cada
Frauen, Einzel: 17. Platz
Frauen, Doppel: 17. Platz
- Marie-Christine Roussy
Frauen, Doppel: 17. Platz

### Trampolinturnen
- Mathieu Turgeon
Einzel: 11. Platz in der Qualifikation
- Karen Cockburn
Frauen, Einzel: Silber
- Heather Ross-McManus
Frauen, Einzel: 6. Platz

### Triathlon
- Brent McMahon
Olympische Distanz: 39. Platz
- Simon Whitfield
Olympische Distanz: 11. Platz
- Samantha McGlone
Frauen, Olympische Distanz: 27. Platz
- Carol Montgomery
Frauen, Olympische Distanz: 35. Platz
- Jill Savege
Frauen, Olympische Distanz: 39. Platz

### Turnen
- Grant Golding
Einzelmehrkampf: 31. Platz
Mannschaftsmehrkampf: 11. Platz in der Qualifikation
Boden: 28. Platz in der Qualifikation
Pauschenpferd: 45. Platz in der Qualifikation
Ringe: 23. Platz in der Qualifikation
Pferdsprung: 66. Platz in der Qualifikation
Barren: 64. Platz in der Qualifikation
Reck: 73. Platz in der Qualifikation
- Ken Ikeda
Einzelmehrkampf: 89. Platz
Mannschaftsmehrkampf: 11. Platz in der Qualifikation
Pauschenpferd: 65. Platz in der Qualifikation
Pferdsprung: 75. Platz in der Qualifikation
Barren: 70. Platz in der Qualifikation
- Alexander Jeltkov
Einzelmehrkampf: 45. Platz
Mannschaftsmehrkampf: 11. Platz in der Qualifikation
Boden: 51. Platz in der Qualifikation
Pauschenpferd: 80. Platz in der Qualifikation
Ringe: 72. Platz in der Qualifikation
Pferdsprung: 77. Platz in der Qualifikation
Barren: 68. Platz in der Qualifikation
Reck: 29. Platz in der Qualifikation
- David Kikuchi
Einzelmehrkampf: 58. Platz
Mannschaftsmehrkampf: 11. Platz in der Qualifikation
Boden: 69. Platz in der Qualifikation
Pauschenpferd: 40. Platz in der Qualifikation
Ringe: 45. Platz in der Qualifikation
Barren: 24. Platz in der Qualifikation
Reck: 62. Platz in der Qualifikation
- Kyle Shewfelt
Einzelmehrkampf: 78. Platz
Mannschaftsmehrkampf: 11. Platz in der Qualifikation
Boden: Gold 
Ringe: 76. Platz in der Qualifikation
Pferdsprung: 4. Platz
Reck: 57. Platz in der Qualifikation
- Adam Wong
Einzelmehrkampf: 29. Platz
Mannschaftsmehrkampf: 11. Platz in der Qualifikation
Boden: 46. Platz in der Qualifikation
Pauschenpferd: 47. Platz in der Qualifikation
Ringe: 61. Platz in der Qualifikation
Pferdsprung: 65. Platz in der Qualifikation
Barren: 53. Platz in der Qualifikation
Reck: 61. Platz in der Qualifikation
- Melanie Banville
Frauen, Einzelmehrkampf: 24. Platz
Frauen, Mannschaftsmehrkampf: 10. Platz in der Qualifikation
Frauen, Boden: 23. Platz in der Qualifikation
Frauen, Pferdsprung: 42. Platz in der Qualifikation
Frauen, Stufenbarren: 57. Platz in der Qualifikation
Frauen, Schwebebalken: 34. Platz in der Qualifikation
- Gael Mackie
Frauen, Einzelmehrkampf: 95. Platz in der Qualifikation
Frauen, Mannschaftsmehrkampf: 10. Platz in der Qualifikation
Frauen, Boden: 7. Platz
Frauen, Pferdsprung: 39. Platz in der Qualifikation
Frauen, Stufenbarren: 42. Platz in der Qualifikation
Frauen, Schwebebalken: 25. Platz in der Qualifikation
- Amelie Plante
Frauen, Einzelmehrkampf: 38. Platz in der Qualifikation
Frauen, Mannschaftsmehrkampf: 10. Platz in der Qualifikation
Frauen, Stufenbarren: 54. Platz in der Qualifikation
- Heather Mary Purnell
Frauen, Einzelmehrkampf: 40. Platz in der Qualifikation
Frauen, Mannschaftsmehrkampf: 10. Platz in der Qualifikation
Frauen, Boden: 19. Platz in der Qualifikation
Frauen, Pferdsprung: 42. Platz in der Qualifikation
Frauen, Stufenbarren: 70. Platz in der Qualifikation
Frauen, Schwebebalken: 67. Platz in der Qualifikation
- Kate Richardson
Frauen, Einzelmehrkampf: 18. Platz
Frauen, Mannschaftsmehrkampf: 10. Platz in der Qualifikation
Frauen, Boden: 7. Platz
Frauen, Pferdsprung: 39. Platz in der Qualifikation
Frauen, Stufenbarren: 42. Platz in der Qualifikation
Frauen, Schwebebalken: 25. Platz in der Qualifikation
- Kylie Stone
Frauen, Einzelmehrkampf: 81. Platz in der Qualifikation
Frauen, Mannschaftsmehrkampf: 10. Platz in der Qualifikation
Frauen, Boden: 56. Platz in der Qualifikation
Frauen, Pferdsprung: 51. Platz in der Qualifikation
Frauen, Schwebebalken: 38. Platz in der Qualifikation

### Volleyball (Beach)
- John Child
Herrenwettkampf: 5. Platz
- Mark Heese
Herrenwettkampf: 5. Platz
- Guylaine Dumont
Frauenwettkampf: 5. Platz
- Annie Martin
Frauenwettkampf: 5. Platz

### Wasserball
- Frauenteam
7. Platz
- Kader
Marie Luc Arpin
Johanne Begin
Cora Campbell
Melissa Collins
Andrea Dewar
Valerie Dionne
Ann Dow
Susan Gardiner
Marianne Illing
Whynter Lamarre
Rachel Riddell
Christine Robinson
Jana Salat

### Wasserspringen
- Philippe Comtois
Kunstspringen 3 Meter: 13. Platz
Synchronspringen 10 Meter: 5. Platz
- Alexandre Despatie
Kunstspringen 3 Meter: Silber 
Turmspringen 10 Meter: 4. Platz
Synchronspringen 10 Meter: 5. Platz
- Christopher Kalec
Turmspringen 10 Meter: 14. Platz
- Myriam Boileau
Frauen, Turmspringen 10 Meter: 7. Platz
- Blythe Hartley
Frauen, Kunstspringen 3 Meter: 5. Platz
Frauen, Synchronspringen 3 Meter: 7. Platz
Frauen, Synchronspringen 10 Meter: Bronze
- Émilie Heymans
Frauen, Kunstspringen 3 Meter: 10. Platz
Frauen, Turmspringen 10 Meter: 4. Platz
Frauen, Synchronspringen 3 Meter: 7. Platz
Frauen, Synchronspringen 10 Meter: Bronze